# ينهق (ملحان)

تعديل مصدري - تعديل

ينهق هي إحدى قرى عزلة العسوس بمديرية ملحان التابعة لمحافظة المحويت، بلغ تعداد سكانها 725 نسمة حسب تعداد اليمن لعام 2004.